# John Kronus
George B. Caiazzo (13. januar 1969 – 18. juli 2007), var en amerikansk fribryder, kendt fra bl.a. Extreme Championship Wrestling og Xtreme Pro Wrestling som John Kronus. Kronus kunne trods sin størrelse udføre vanvittige variationer af 450 Splash. Han døde i 2007, grundet en hjertefejl.